# Lessingplatz (Braunschweig)
Koordinaten: 52° 15′ 31,7″ N, 10° 31′ 26″ O

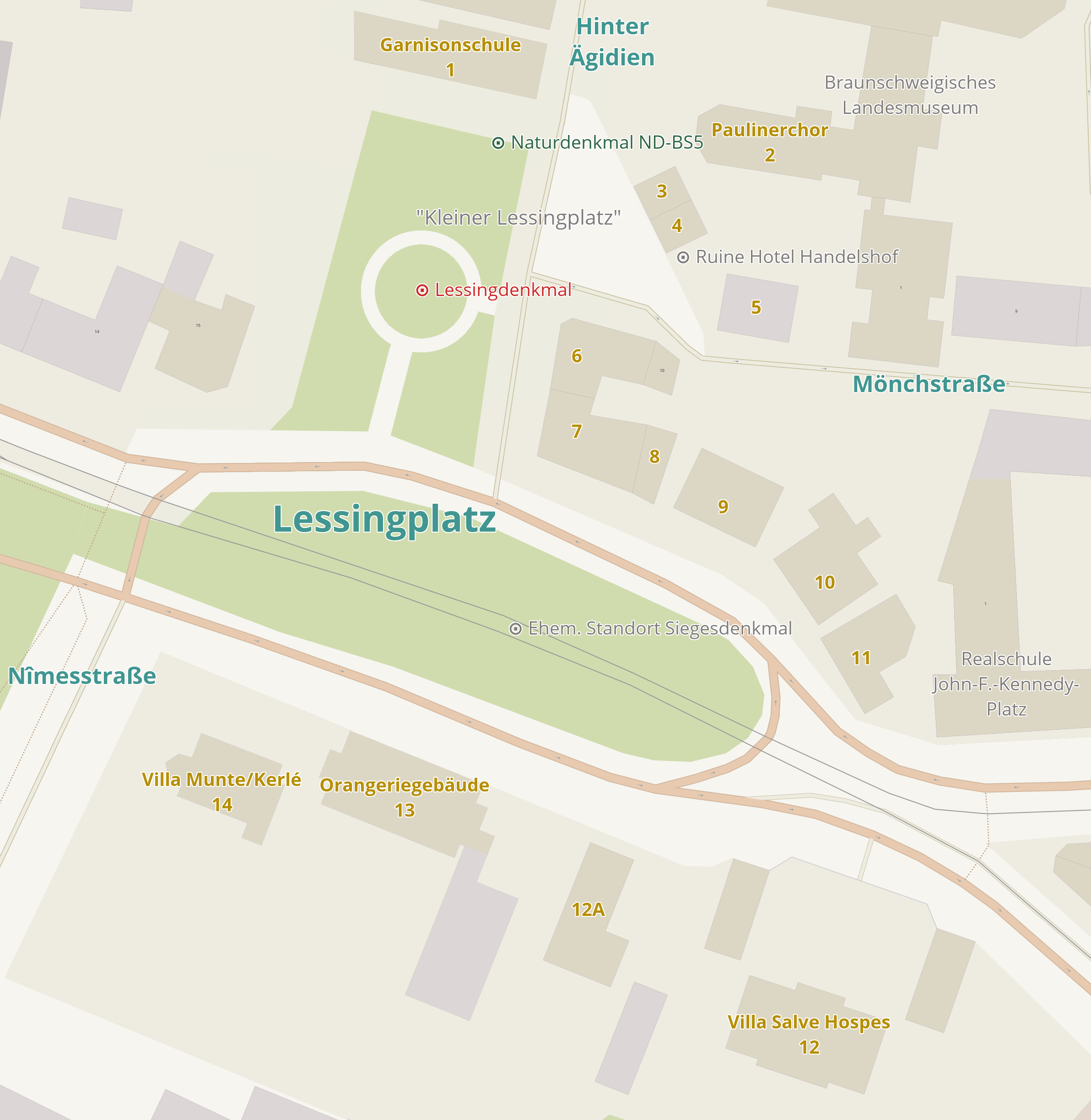
Karte des Lessingplatzes

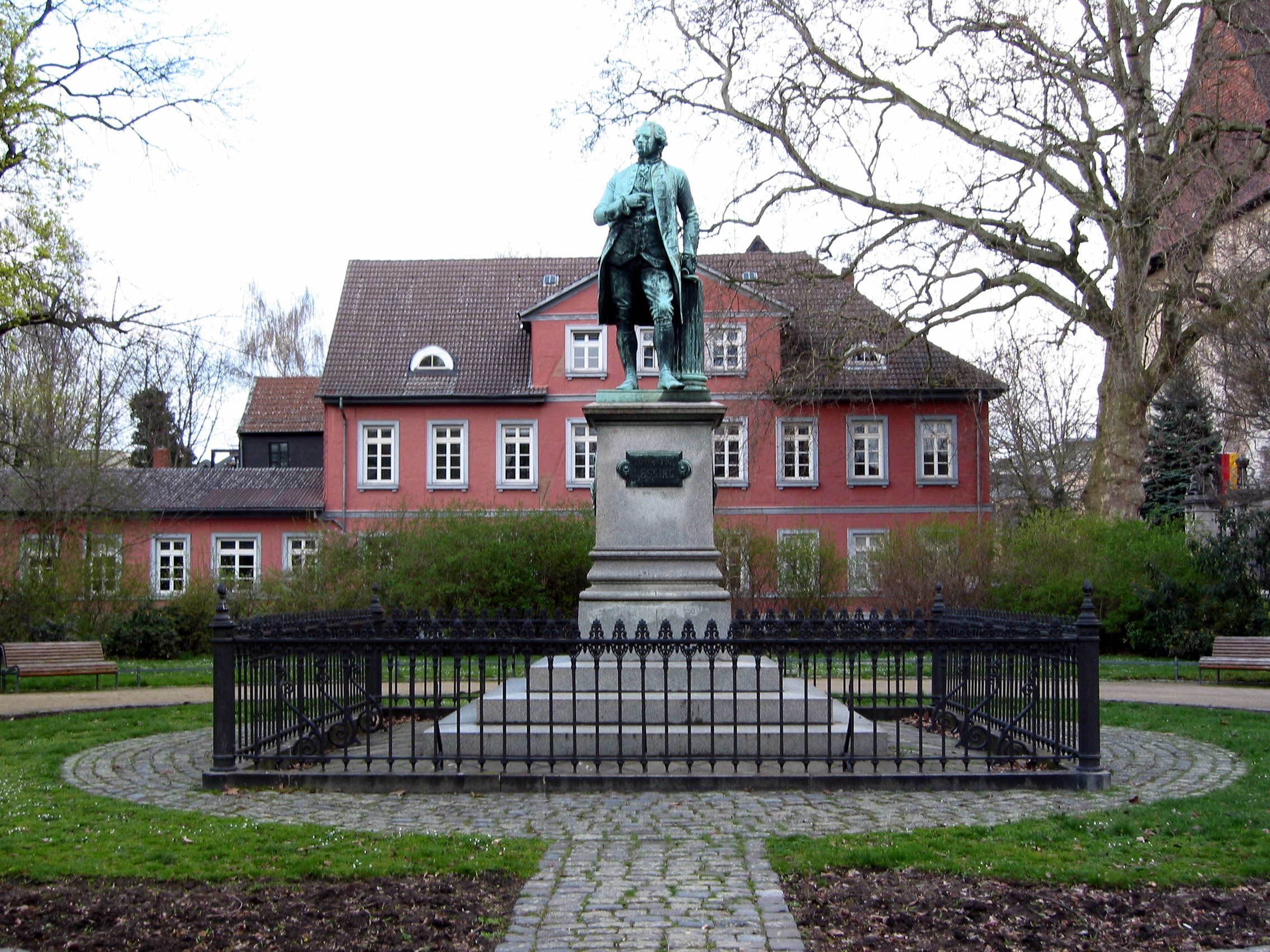
Das 1853 aufgestellte Lessing-Denkmal. Das Gebäude im Hintergrund ist die ehemalige Garnison-Schule.

Der Lessingplatz ist ein Platz in der Innenstadt  von Braunschweig.
Der nach dem auf dem Braunschweiger Magnifriedhof beigesetzten deutschen Dichter Gotthold Ephraim Lessing benannte Platz war ursprünglich Teil des Bereiches „Hinter Aegidien“ (also hinter der Aegidienkirche). Die Bezeichnung „Lessingplatz“ tauchte erstmals 1858 auf. Zwischen 1933 und 1950 hieß der gesamte Platz „Siegesplatz“. Der heutige Lessingplatz entstand eigentlich aus ursprünglich zwei Plätzen, dem alten, sogenannten „kleinen“ Lessingplatz um das Lessing-Denkmal herum und dem größeren, südlicher gelegenen ehemaligen „Siegesplatz“.

## Siegesplatz

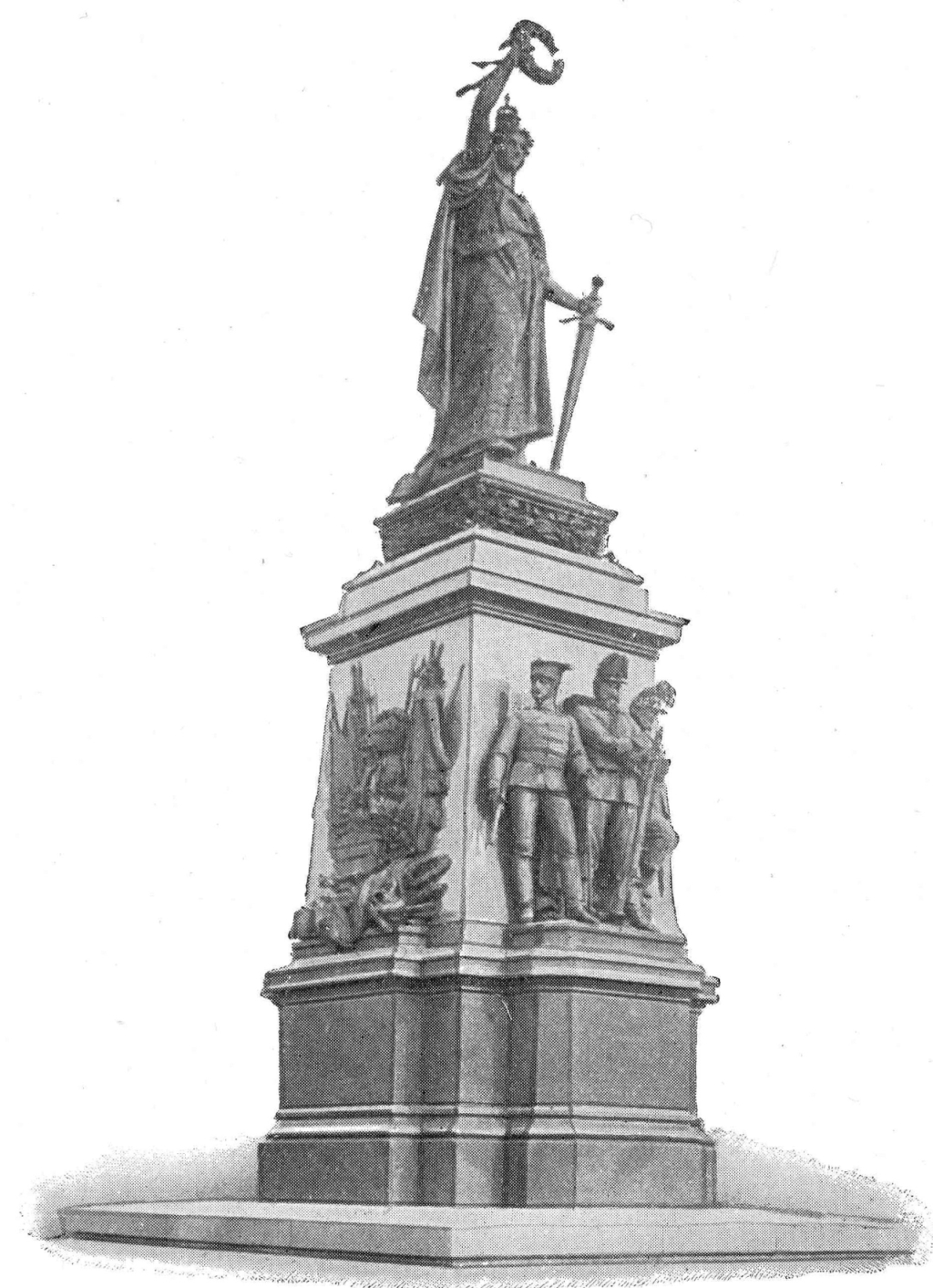
Das Siegesdenkmal von 1881

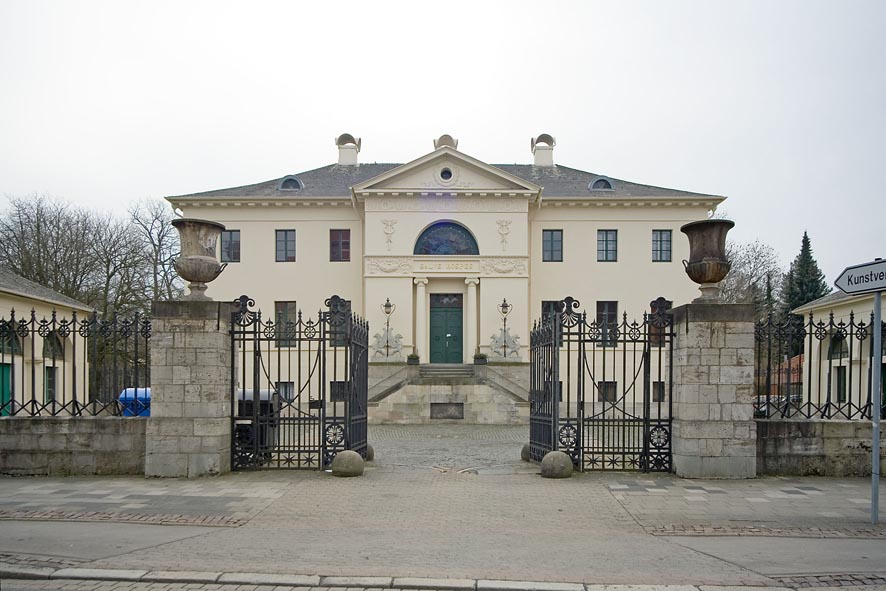
Villa Salve Hospes

Der Siegesplatz wiederum hieß vor 1881 „Am Gänsewinkel“ (1841 so belegt) und später „Tummelplatz“ (1846). In der Mitte des Platzes befindet sich eine Grünanlage in deren Zentrum früher das bronzene „Siegesdenkmal“ an den Sieg über Frankreich im Deutsch-Französischen Krieg von 1870/71 erinnern sollte. Der Entwurf stammte von Adolf Breymann und Robert Diez, ausgeführt wurde es von Hermann Heinrich Howaldt. Es befand sich dort vom Tage seiner Aufstellung, dem 26. April 1881, bis zum Zweiten Weltkrieg, als es eingeschmolzen wurde. Der Siegesplatz war Teil des Wallrings um die Innenstadt, der als Promenade angelegt wurde.

## Lessingplatz
Der Lessingplatz, erstmals 1858 so erwähnt, ist heute Teil des neuen Cityrings, von ihm zweigen der Bruchtorwall, die Konrad-Adenauer-Straße, der Augusttorwall, der John-F.-Kennedy-Platz, die Nîmes-Straße, Hinter Aegidien und die Mönchstraße ab.

### Lessingplatz-Ensemble
Architektonisch bildet der Lessingplatz ein interessantes Ensemble unterschiedlichster Gebäude und Anlagen aus über zwei Jahrhunderten. An ihn grenzt an der Nordseite die ehemalige Garnison-Schule. Östlich liegt die Kennedy-Schule. Südlich befinden sich die von Peter Joseph Krahe zwischen 1805 und 1809 erbaute Villa Salve Hospes, die ehemalige Orangerie, Hollandts Garten und der Fachbereich „Stadtgrün“ der Stadt Braunschweig. Noch etwas weiter südlich gelegen befinden sich heute das Stadtbad sowie der nördliche Teil des Bürgerparks.